# Ikrény
Ikrény is een plaats (község) en gemeente in het Hongaarse comitaat Győr-Moson-Sopron. Ikrény telt 1579 inwoners (2001).